# Ommatius cubanus
Ommatius cubanus là một loài ruồi trong họ Asilidae. Ommatius cubanus được Scarbrough miêu tả năm 1985. Loài này phân bố ở vùng Tân nhiệt đới.